# Guerra panfletária
As guerras panfletárias referem-se a qualquer argumento prolongado ou discussão através de meio impresso. O objetivo era defender ou atacar uma determinada perspectiva ou ideia. Guerras panfletárias ocorreram várias vezes ao longo da história, como plataformas sociais e políticas. As guerras panfletárias tornaram-se plataformas viáveis para essa discussão prolongada com o advento e propagação da imprensa. Prensas de impressão baratas e alfabetização aumentaram no final do século XVII, fazendo este um passo decisivo para o desenvolvimento das guerras panfletárias, período de prolífico uso desse tipo de debate. Mais de 2200 folhetos foram publicados entre 1600-1715.